# 恩特拉拉
恩特拉拉，是西班牙卡斯蒂利亚-莱昂萨莫拉省的一个市镇。 总面积10平方公里，总人口176人（2001年），人口密度18人/平方公里。